# Концерт для альта с оркестром (Уолтон)
Концерт для альта с оркестром — сочинение Уильяма Уолтона, законченное им в 1929 г. Концерт состоит из трёх частей:
1. Andante comodo
2. Vivo, con molto preciso
3. Allegro moderato

Общая продолжительность сочинения около 25 минут. Концерт носит посвящение «Кристабели» — тогдашней возлюбленной Уолтона Кристабели Макларен.
Идея альтового концерта была подсказана Уолтону дирижёром Томасом Бичемом. Концерт был предназначен для известного британского альтиста Лайонела Тертиса, который, однако, отказался от его исполнения, назвав чересчур модернистским. Уолтон подумывал о переделке концерта в скрипичный, но исполнить концерт вызвался альтист и композитор Пауль Хиндемит. Премьера состоялась 3 октября 1929 г. в Лондоне, оркестром Генри Вуда дирижировал автор. Тертис присутствовал на премьере, после чего прислал композитору письмо с извинениями и уже в следующем году исполнил концерт на фестивале «Всемирные дни музыки» в Льеже. В 1937 г. концерт был впервые записан Фредериком Риддлом (с Лондонским симфоническим оркестром), затем в 1946 г. Уильямом Примроузом (с оркестром «Филармония») — в обоих случаях под управлением автора.
В 1961 г. Уолтон подготовил новую редакцию концерта, направленную преимущественно на модернизацию оркестровки: состав духовых инструментов был уменьшен, зато добавлена арфа. Первое исполнение второй редакции состоялось 18 января 1962 г. (Джон Коуллинг и Лондонский филармонический оркестр под управлением Малколма Сарджента). В 1968 г. альтовый концерт Уолтона вместе с его же скрипичным концертом записал Иегуди Менухин (вновь дирижировал автор), заложив тем самым своеобразную традицию: в дальнейшем ради записи концерта со скрипки на альт переходили также такие музыканты, как Найджел Кеннеди (1987) и Максим Венгеров (2002). Из известных альтистов концерт записали Юрий Башмет и Нобуко Имаи. Впервые в России концерт исполнил Юрий Башмет 27 марта 1982 года. Дирижер - Куценко, Виталий Данилович.